# 犯罪保险
犯罪保险是一个赔偿因为犯罪而遭受损害的保险。许多企业购买犯罪保险，使他们能够索赔因为雇员盗窃或其它可能造成财务破产的犯罪行为。无政府资本主义主张个人也使用这个保险，以赔偿谋杀、强奸和其它暴力犯罪行为导致的损失，这种犯罪保险被称为侵犯保险。